# Muse (EP)
Muse – debiutanckie EP angielskiego zespołu rockowego Muse, wydane 11 marca 1998 roku. Nagrane w studiu Sawmills w Kornwalii, na rynku ukazało się w 999 ręcznie ponumerowanych egzemplarzach. Ze względu na swą rzadkość, płyta ta osiąga wysokie ceny na aukcjach internetowych.
Trzy z czterech piosenek znajdujących się na minialbumie - "Overdue", "Cave" oraz "Escape", zostały później ponownie nagrane i wydane na debiutanckiej płycie grupy, Showbiz.

## Lista utworów
1. "Overdue" – 4:14
2. "Cave" – 4:48
3. "Coma" – 3:39
4. "Escape" – 3:19